# مارغريتا لوبيز بورتيو
مارغريتا لوبيز بورتيو (بالإسبانية: Margarita López Portillo)‏ هي كاتبة سيناريو وكاتِبة مكسيكية، ولدت في 1914 في غوادالاخارا في المكسيك، وتوفيت في 2006 في مدينة مكسيكو في المكسيك.

## وصلات خارجية
- مارغريتا لوبيز بورتيو على موقع IMDb (الإنجليزية)
- مارغريتا لوبيز بورتيو على موقع كينوبويسك (الروسية)